# Roger Junio Rodrigues Ferreira
Roger Junio Rodrigues Ferreira (n. 13 martie 1996, Goiânia, Goiás, Brazilia) este un fotbalist brazilian, care joacă pe post de mijlocaș la U Cluj în SuperLiga României.